# Saint Catherine
Saint Catherine é uma paróquia da Jamaica localizada no condado de Middlesex, sua capital é a cidade de Spanish Town, a terceira mais populosa da Jamaica.
A cidade de Portmore é a cidade mais populosa da paróquia e a segunda da Jamaica.	
Ela é a cidade onde o famoso músico de Reggae Jimmy Cliff nasceu.